# Krševica
Krševica (izvirno srbsko Кршевица) je naselje v Srbiji, ki upravno spada pod Občino Bujanovac; slednja pa je del Pčinjskega upravnega okraja.

## Demografija
V naselju živi 388 polnoletnih prebivalcev, pri čemer je njihova povprečna starost 40,6 let (38,2 pri moških in 43,0 pri ženskah). Naselje ima 146 gospodinjstev, pri čemer je povprečno število članov na gospodinjstvo 3,33.
To naselje je, glede na rezultate popisa iz leta 2002, večinoma srbsko.
|  |

| Demografija | Demografija     | Demografija     |
| Leto        | Št. prebivalcev | Št. prebivalcev |
| ----------- | --------------- | --------------- |
|             |                 |                 |
|             |                 |                 |
|             |                 |                 |
|             |                 |                 |
| 1948        | 778             |                 |
| 1953        | 754             |                 |
| 1961        | 696             |                 |
| 1971        | 622             |                 |
| 1981        | 542             |                 |
| 1991        | 549             | 548             |
| 2002        | 488             | 486             |
|             |                 |                 |

| Etnična sestava po popisu iz leta 2002 | Etnična sestava po popisu iz leta 2002 | Etnična sestava po popisu iz leta 2002 | Etnična sestava po popisu iz leta 2002 | Etnična sestava po popisu iz leta 2002 |
| -------------------------------------- | -------------------------------------- | -------------------------------------- | -------------------------------------- | -------------------------------------- |
| Srbi                                   | Srbi                                   |                                        | 480                                    | 98,76%                                 |
| Rusi                                   | Rusi                                   |                                        | 1                                      | 0,20%                                  |
| Jugoslovani                            | Jugoslovani                            |                                        | 1                                      | 0,20%                                  |
| Neznano                                | Neznano                                |                                        | 1                                      | 0,20%                                  |